# Пирог, Дмитрий Юрьевич
Дми́трий Ю́рьевич Пиро́г (род. 27 июня 1980, Темрюк, Темрюкский район, Краснодарский край, РСФСР, СССР) — российский политик. Депутат Государственной думы Федерального собрания Российской Федерации VII созыва с 1 марта 2017 года. Член Высшего совета партии «Единая Россия».
Чемпион мира по версии WBO в среднем весе в 2010—2012 годах. Чемпион России в среднем весе (2006). Мастер спорта международного класса по боксу. Непобеждённый профессиональный боксёр, выступавший в средней весовой категории (до 72,6 кг).
Из-за поддержки российско-украинской войны — под санкциями 27 стран ЕС, Великобритании, США, Канады, Швейцарии, Австралии, Японии, Украины, Новой Зеландии.

## Биография
Дмитрий Пирог родился 27 июня 1980 года в городе Темрюке. Среднее образование получил в школе № 3 города Темрюка, окончив её с серебряной медалью.
В 17 лет приехал в Краснодар, поступил в Академию физической культуры и спорта, которую закончил с красным дипломом. Второе высшее образование получил в Кубанском государственном университете по специальности «Государственное и муниципальное управление».
Первым тренером спортсмена был Виктор Иванович Сердюков.

### Личная жизнь
В июле 2015 года Пирог женился, избранницей 35-летнего спортсмена стала 24-летняя Анна Панкратова из Краснодара. Девушка не связана с профессиональным спортом, работает в индустрии красоты.

### Политическая карьера

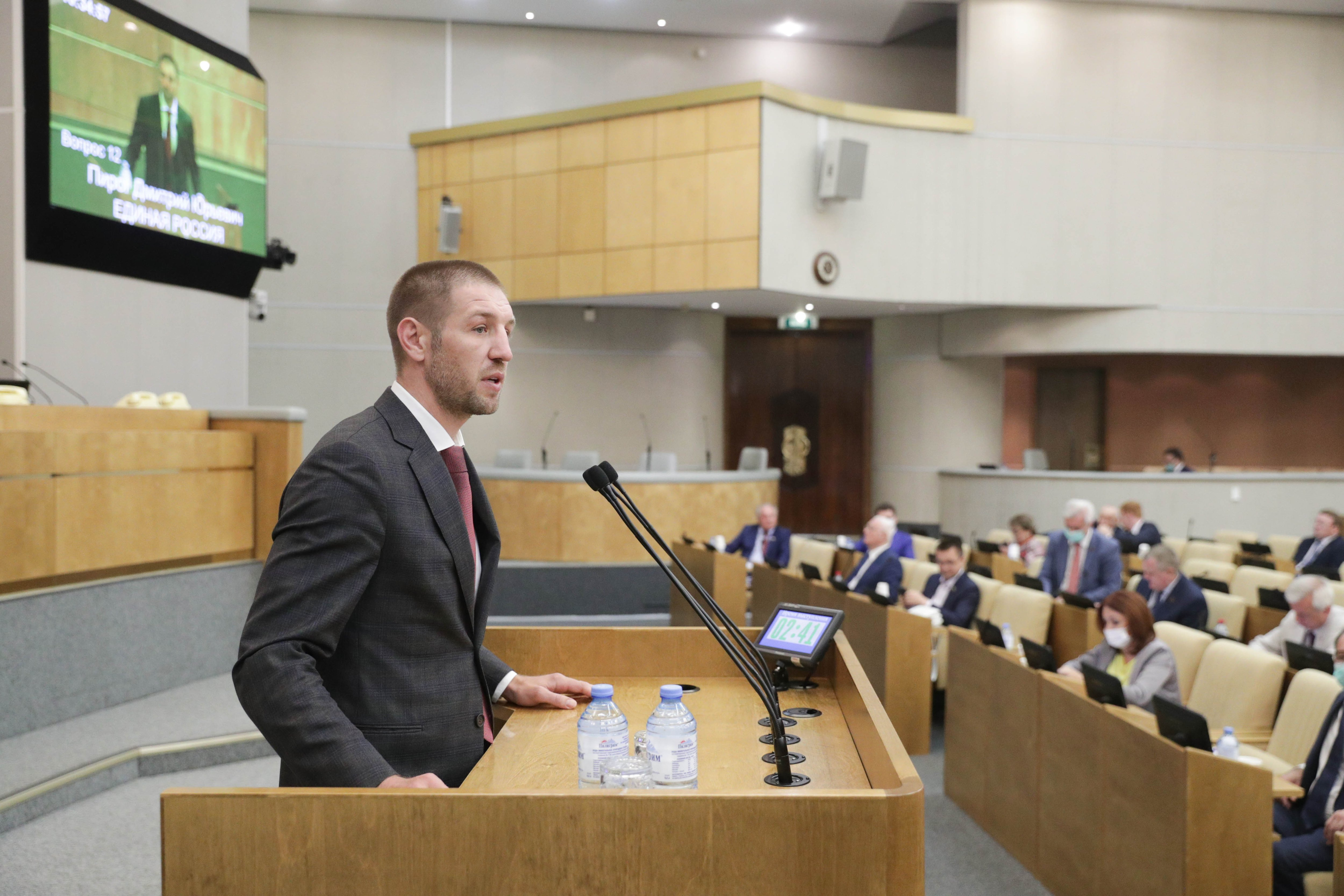
Дмитрий Пирог на пленарном заседании в Госдуме, 2021 год

1 марта 2017 года Дмитрий Пирог Центральной избирательной комиссией был зарегистрирован в качестве депутата Госдумы РФ, ему передали мандат Александра Меткина, который избирался по краснодарской региональной группе федерального списка партии «Единая Россия».

### Любительская карьера
Провёл около 230 боёв на любительском ринге. Финалист чемпионата России «Олимпийские Надежды». Мастер спорта международного класса.

## Профессиональная карьера
На профессиональном ринге Дмитрий Пирог дебютировал 29 июня 2005 года.
В своём 4-м поединке завоевал титул чемпиона России в среднем весе, победив Сергея Татевосяна (25-5).
25 октября 2007 года завоевал титул WBC азиатского региона, победив Алексея Чиркова (18-2).
В апреле 2008 года завоевал ещё один титул азиатского региона, по версии WBO, нокаутировав в 4-м раунде Асланбека Кодзоева.
26 июня 2009 года, победил по очкам боксёра из Ганы, Кофи Янтуа и завоевал интерконтинентальный титул чемпиона мира по версии WBC.
6 февраля 2010 года в 5-м раунде нокаутировал американца, Эрика Митчелла (22-6-1).
Шестнадцатый поединок провёл с эстонцем, Сергеем Мелисом (15-1), которого нокаутировал в 6-м раунде и завоевал балтийский титул WBC.
Со статистикой 16-0 стал претендентом на вакантный титул чемпиона мира по версии WBO.

### 31 июля 2010 года.Дэниэл Джейкобс — Дмитрий Пирог
|                          |                                                         |                                                         |
| Соперник                 | Дэниэл Джейкобс                                         | Дэниэл Джейкобс                                         |
| Место проведения         | Мандалай-Бэй, Лас-Вегас, США                            | Мандалай-Бэй, Лас-Вегас, США                            |
| Результат                | Победа Дмитрия Пирога техническим нокаутом в 5-м раунде | Победа Дмитрия Пирога техническим нокаутом в 5-м раунде |
| Статус                   | Чемпионский бой за вакантный титул WBO в среднем весе   | Чемпионский бой за вакантный титул WBO в среднем весе   |
| Рефери                   | Роберт Бёрд                                             | Роберт Бёрд                                             |
| Счёт неофициальных судей | Гарольд Ледерман: 38-38 после 4-х раундов               | Гарольд Ледерман: 38-38 после 4-х раундов               |
| Время                    | 0:57 минут                                              | 0:57 минут                                              |
| Трансляция               | HBO, Боец                                               | HBO, Боец                                               |
|                          | Пирог                                                   | Джейкобс                                                |
| Вес                      | 72,57 кг                                                | 72,12 кг                                                |

Перед боем Дэниэл Джейкобс считался фаворитом. В начале второго раунда Дмитрий Пирог потряс своего оппонента, Джейкобс присел у канатов, но в последний момент смог избежать нокдауна. В пятом раунде Джейкобс опять допустил ошибку, отступив по прямой к канатам, чем тут же воспользовался Пирог, который провёл весьма редкий приём, известный как «двойной шифт» или «шифт Демпси», на выходе из которого он встретил Джейкобса, явно не ожидавшего ничего подобного, правым через руку, отправив его в нокаут, завоевал вакантный титул WBO в категории до 72,6 кг. По оценкам независимого судьи бой был равным, Дмитрий Пирог победил во втором и четвёртом раунде, тогда как Джейкобсу отдали преимущество в первом и третьем. Однако на официальных записях всех трёх судей в первые 4 раунда единогласно вёл Джейкобс. Дмитрию Пирогу отдали предпочтение только во втором раунде До этого боя Дэниэл Джейкобс выиграл все 20 своих предыдущих поединков на профессиональном ринге.

«Вообще, после победы над Джейкобсом я понял, что чемпион мира — это на самом деле не то, к чему я стремился. Конечно, чемпионские пояса — это почётно и здорово, но больше всего мне хочется просто боксировать и показывать красивый бокс. Приведу вам такой пример. Мне всегда нравился боксёр Шугар Рэй Леонард, и я помню много ярких боёв с его участием. Но за пояса они были или нет — я вам не смогу сегодня сказать. Мне просто нравилось их смотреть.
Так же и у меня. Я хочу просто дарить людям радость. Чтобы они смотрели мои бои и получали удовольствие. Вот к чему я стремлюсь», — Дмитрий Пирог 
29 марта 2011 года, Дмитрий Пирог защитил титул против аргентинца, Хавьера Масьеля.

### 25 сентября 2011 года.Дмитрий Пирог — Геннадий Мартиросян
|                  | | |
| Соперник         | Геннадий Мартиросян                                                                                        | Геннадий Мартиросян                                                                                        |
| Место проведения | Олимп, Краснодар, Россия                                                                                   | Олимп, Краснодар, Россия                                                                                   |
| Результат        | Победа Дмитрия Пирога отказом от продолжения боя Геннадием Мартиросяном в 10-м раунде 12-и раундового боя. | Победа Дмитрия Пирога отказом от продолжения боя Геннадием Мартиросяном в 10-м раунде 12-и раундового боя. |
| Статус           | Чемпионский бой за титул WBO в среднем весе (2-я защита Дмитрия Пирога)                                    | Чемпионский бой за титул WBO в среднем весе (2-я защита Дмитрия Пирога)                                    |
| Рефери           | Виктор Панин                                                                                               | Виктор Панин                                                                                               |
| Время            | 3:00 минут                                                                                                 | 3:00 минут                                                                                                 |
| Трансляция       | Россия 2, Спорт 1                                                                                          | Россия 2, Спорт 1                                                                                          |
|                  | Дмитрий Пирог                                                                                              | Геннадий Мартиросян                                                                                        |
| Вес              | 72,4 кг | 71,6 кг |

25 сентября 2011 года в Краснодаре Дмитрий Пирог во второй раз защитил чемпионский титул, победив обязательного претендента россиянина Геннадия Мартиросяна. После 10 раунда тренерский штаб Мартиросяна отказался от продолжения боя из-за образовавшейся под глазом у боксера гематомы Сразу после боя Мартиросян был доставлен в больницу с подозрением на гематому внутренней части головы. 28 сентября врачи сообщили, что подозрения не подтвердились..

### 1 мая 2012 года.Дмитрий Пирог — Нобухиро Исида
|                  |                                                                           |                                                                           |
| Соперник         | Нобухиро Исида                                                            | Нобухиро Исида                                                            |
| Место проведения | СК «Крылатское», Москва                                                   | СК «Крылатское», Москва                                                   |
| Результат        | Победа Дмитрия Пирога единогласным решением судей в 12-и раундовом бою    | Победа Дмитрия Пирога единогласным решением судей в 12-и раундовом бою    |
| Статус           | Чемпионский бой за титул WBO в среднем весе (3-я защита Пирога)           | Чемпионский бой за титул WBO в среднем весе (3-я защита Пирога)           |
| Рефери           | Мануэль Маритксалар                                                       | Мануэль Маритксалар                                                       |
| Счёт судей       | Фемано Лагуна: (119-109); Джон Мэдфис: (120-108); Ноель Моннет: (117-111) | Фемано Лагуна: (119-109); Джон Мэдфис: (120-108); Ноель Моннет: (117-111) |
| Трансляция       | Россия 2                                                                  | Россия 2                                                                  |
|                  | Дмитрий Пирог                                                             | Нобухиро Исида                                                            |
| Вес              | 72,4 кг                                                                   | 71,7 кг                                                                   |

Ещё на взвешивании поединок мог сорваться, если бы японец не уложился в допустимый лимит средневесов — 72,57 кг. Ему пришлось за пару часов согнать 1,5 кг, чтобы иметь право выйти на ринг.
Боксеры преодолели полную дистанцию боя, состоявшего из 12 раундов. Поединок начался с разведки, боксеры пристреливались и изучали друг друга. Однако уже во втором раунде Дмитрий Пирог нащупал свою дистанцию и его действия стали выглядеть все более эффективно. Нобухиро Исида также старался перехватить инициативу и нисколько не сбавлял оборотов. С каждым раундом Дмитрий Пирог наращивал преимущество. Последняя возможность закончить поединок досрочно у россиянина была за полминуты до конца раунда, но нанести нокаутирующий удар ему не удалось. Бой завершился победой россиянина по очкам со счетом 120—108, 119—109 и 117—111. Для Дмитрия Пирога это была уже третья защита титула WBO, который он завоевал в 2010 году.

### Лишение титула и завершение карьеры
После защиты чемпионского титула командой Дмитрия Пирога началась работа по поиску объединительного боя с чемпионом одной из других основных боксёрских организаций. Велись переговоры с чемпионом по версии IBF австралийцем Дэниэлом Гилом, но сторонам не удалось договориться. В августе 2012 года Дмитрий Пирог был лишён титула чемпиона мира по версии WBO. Новым обладателем стал временный чемпион по версии WBO Н’Жикам Хассан Н’Дам. Причиной этому стал отказ Дмитрия Пирога провести бой с Н’Жикамом, он предпочёл выйти на ринг против Геннадия Головкина в США, поединок должен был состояться в сентябре 2012 года. Но из-за травмы спины Дмитрий выбыл на неопределённый срок и бой против Головкина был отменён.
В итоге в 2012 году Дмитрий Пирог завершил карьеру, и бой так и не был проведён.

## Международные санкции
Из-за поддержки российской агрессии и нарушения территориальной целостности Украины во время российско-украинской войны находится под персональными международными санкциями разных стран.
23 февраля 2022 года внесён в санкционные списки стран Евросоюза за действия и политику, которые подрывают территориальную целостность, суверенитет и независимость Украины и еще больше дестабилизируют Украину.
24 февраля 2022 года включён в санкционный список Канады «близких соратников режима» за голосование о признании независимости «так называемых республик в Донецке и Луганске».
24 марта 2022 года, на фоне вторжения России на Украину, включён в санкционный список США за «соучастие в войне Путина» и «поддержку усилий Кремля по вторжению в Украину», Госдеп США заявил что депутаты Госдумы используют свои полномочия для преследования инакомыслящих и политических оппонентов, нарушают свободу информации, ограничивают права человека и основные свободы граждан России.
По аналогичным основаниям, с 11 марта 2022 года находится под санкциями Великобритании. С 25 февраля 2022 года находится под санкциями Швейцарии. С 26 февраля 2022 года находится под санкциями Австралии. С 12 апреля 2022 года находится под санкциями Японии.
Указом президента Украины Владимира Зеленского от 7 сентября 2022 находится под санкциями Украины. С 3 мая 2022 года находится под санкциями Новой Зеландии.